# Felip de Malla
Felip de Malla (Barcelona, 1380 - 12 de julio de 1431) fue el 17º diputado eclesiástico de la Diputación del General de Cataluña, canónigo decano de Huesca (1423), y ardiaca mayor de la sede de Barcelona (1424-1431). 
Formado en letras y filosofía en Lérida, culminó su formación en teología en París. Brillante orador y autor de estilo clásico, su obra manuscrita es muy extensa, siendo su contribución más destacada el Memorial del pecador remut, un tratado ascético sobre el cristianismo, el paganismo y el judaísmo. Con la aparición de la imprenta se hicieron dos ediciones en 1483 y 1495. 
Protegido de Benedicto XIII, el Papa Luna, y del rey Martín el Humano quien, en 1408, lo nombró "consejero y promotor de los negocios de la corte", cargo que mantuvo con Ferran I y con Alfonso el Magnánimo. 
Al Concilio de Constanza obtuvo seis votos para ocupar la sede papal de Roma. 
Durante su mandato al frente de la Generalidad tuvo que luchar contra el distanciamiento progresivo entre el rey y el principado, que ya venía desde las cortes de 1422. La imposición de castellanos en las instituciones, la poca preocupación real por sus dominios, metido cómo estaba el rey por los asuntos de Nápoles, o el intento de hacer un feudo en Cervera por colocar a su hermano Pedro de Trastámara son algunos de los episodios políticos que tensaron la relación. A todo esto hace falta añadir, de entre las preocupaciones que le tocó afrontar, las epidemias de peste y el terremoto de 1428. 